# Jerusalem Light Rail

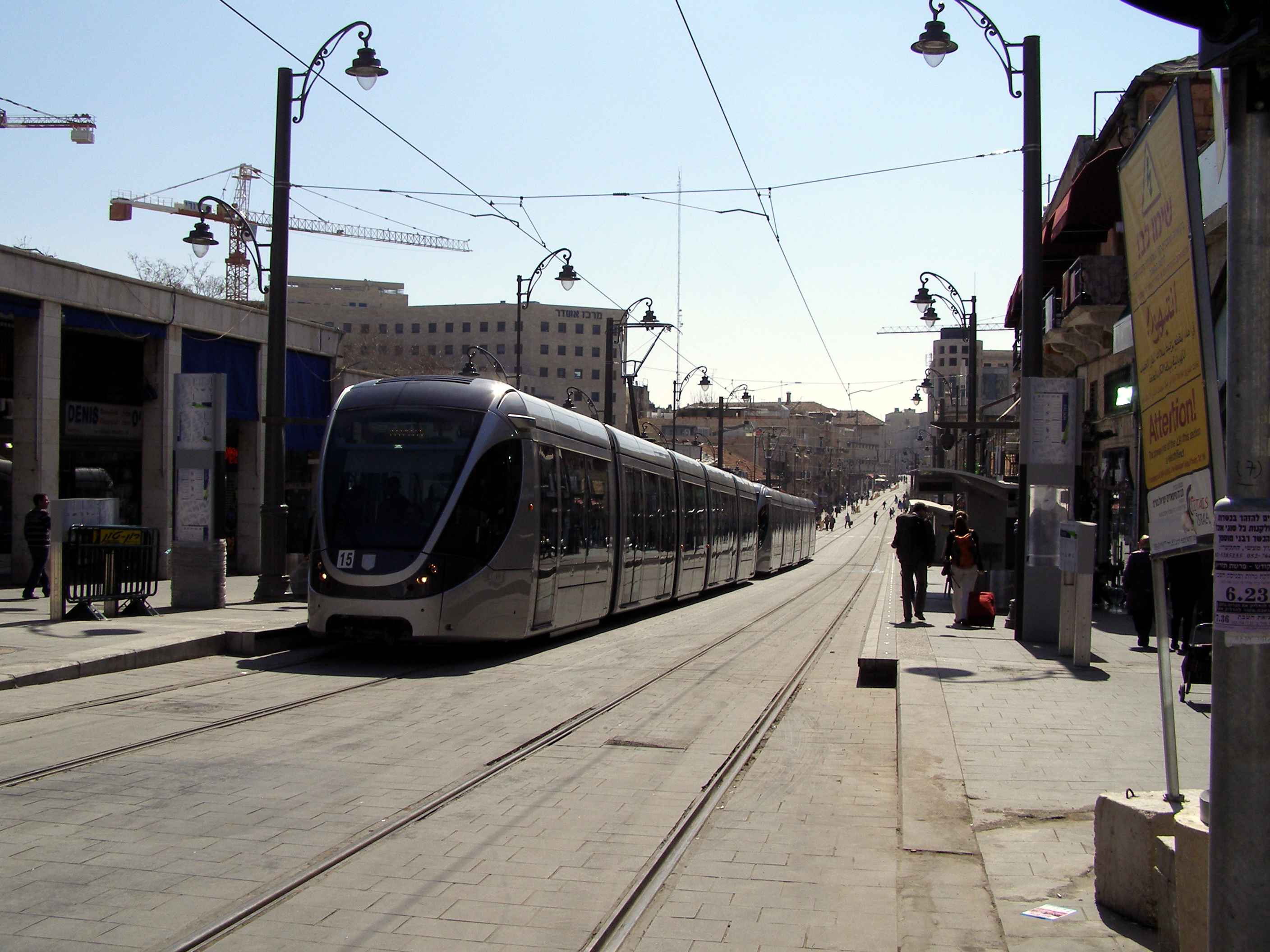

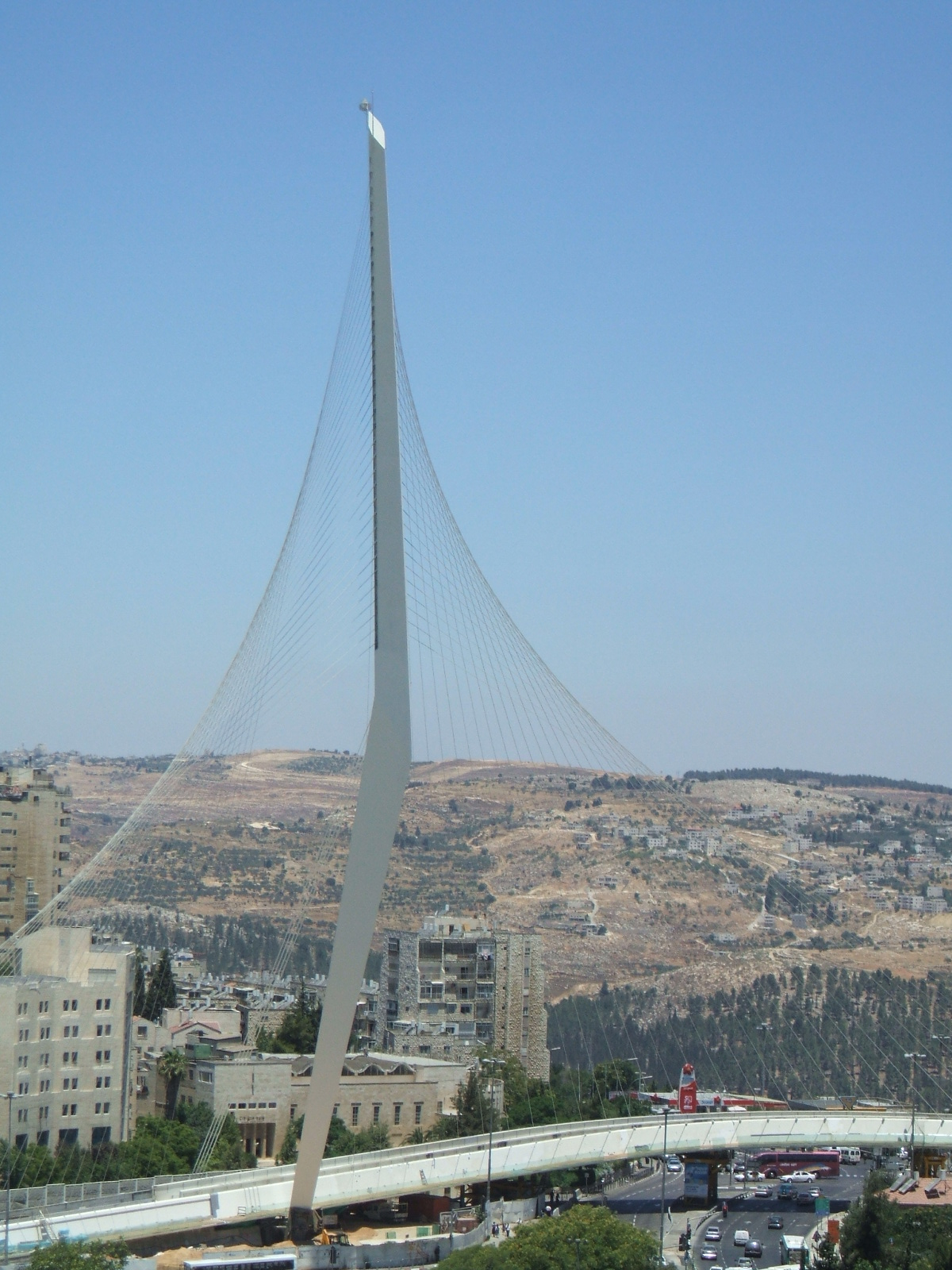

Tuyến đường sắt nhẹ Jerusalem là một tuyến đường sắt nhẹ ở Jerusalem, mở cửa vào năm 2011. Tuyến đường sắt nhẹ nổi tiếng với cầu Chords tại lối vào phía tây tới Jerusalem từ Đường bộ 1.
Nó được xây dựng bởi liên danh CityPass, có quyền vận hành 30 năm. Dự án cần xây dựng cầu Jerusalem Chords cũng như các dự án cải tạo khác xung quanh Jerusalem.
Sau khi nhiều chậm trễ do những khám phá khảo cổ học và các vấn đề kỹ thuật, tuyến này bắt đầu vận hành vào ngày 19 tháng 8 năm 2001, ban đầu miễn phí vé. Nó hoạt động đầy đủ vào ngày 1 tháng 12 năm 2011. Tuyến dài 13,9 km (8,6 dặm) với 23 điểm dừng. Phần mở rộng hiện đang được xây dựng đến đô thị phía bắc Neve Yaakov và Bệnh viện Hadassah Ein Kerem về phía tây nam. Khi hoàn thành vào năm 2016, những sẽ mở rộng độ dài đoạn thẳng tới 22,5 km. 
Với tổng chi phí ước tính cho các dòng ban đầu 3,8 tỷ NIS (khoảng độ 1,1 tỷ USD), dự án bị chỉ trích vì vượt ngân sách, tuyến phục vụ các khu định cư ở Đông Jerusalem và đã góp phần vào không khí và ô nhiễm tiếng ồn trong quá trình xây dựng..

## Xây dựng
Trong những năm 1990, một hệ thống đường sắt nhẹ đã được đề xuất như một phương tiện cung cấp dịch vụ vật chuyển đường sắt nhanh hơn và ít gây ô nhiễm chạy qua các trung tâm của thành phố, và đảo ngược sự suy giảm của một số khu vực trung tâm. CityPass, một liên danh được thành lập đặc biệt, đã giành nhượng 30 năm để xây dựng và vận hành Tuyến 1 ("Tuyến Đỏ") . CityPass bao gồm nhà tài chính Harel (20%), Polar Investments (17,5%) và Quỹ cơ sở hạ tầng Israel (10%), các nhà xây dựng Ashtrom (27,5%) và các kỹ sư Alstom (20%), cộng với các nhà dịch vụ khai thác -. Connex (nay Veolia Transport) (5%) .
Tuy nhiên, thỏa thuận chính với Dan đã không thực hiện. Veolia đã ký một thỏa thuận chính với Egged. Veolia bán cổ phần của mình trong CityPass và cổ phần của mình trong hợp đồng cho việc duy trì các đường sắt nhẹ cho Egged. Hợp đồng quy định rằng Veolia sẽ cung cấp dịch vụ tư vấn cho Egged cho đến khi công ty tiếp nhận các kiến thức chuyên môn cần thiết . Dan đã kiện Veolia ra tòa án để thoát khỏi thỏa thuận chính .
Công tác xây dựng tuyến 1 bắt đầu vào năm 2002. Được gọi là "Tuyến Đỏ", ban đầu nó có 23 ga trên đường sắt đôi khổ 1.435 mm (4 ft 8+1⁄2 in) chiều dài 13,8 kilômét (8,6 mi). Nó chạy từ Pisgat Ze'ev ở bắc Đông Jerusalem, về phía nam dọc theo Đường bộ 1 (liên thành phố) đến Jaffa Road (Rehov Yaffo). Từ đó, nó chạy dọc theo Đường bộ Jaffa về phía tây đến Bến xe Trung tâm Jerusalem, và tiếp tục đến tây nam, băng qua cầu Chords dọc đại lộ Herzl đến khu vực Beit HaKerem, kết thúc ngay trước núi Herzl dưới Bayit VeGan. The first test run for this route was on ngày 24 tháng 2 năm 2010. Bố trí tuyến đường ray hoàn thành ngày 15/6/ 2010.

## Hình ảnh

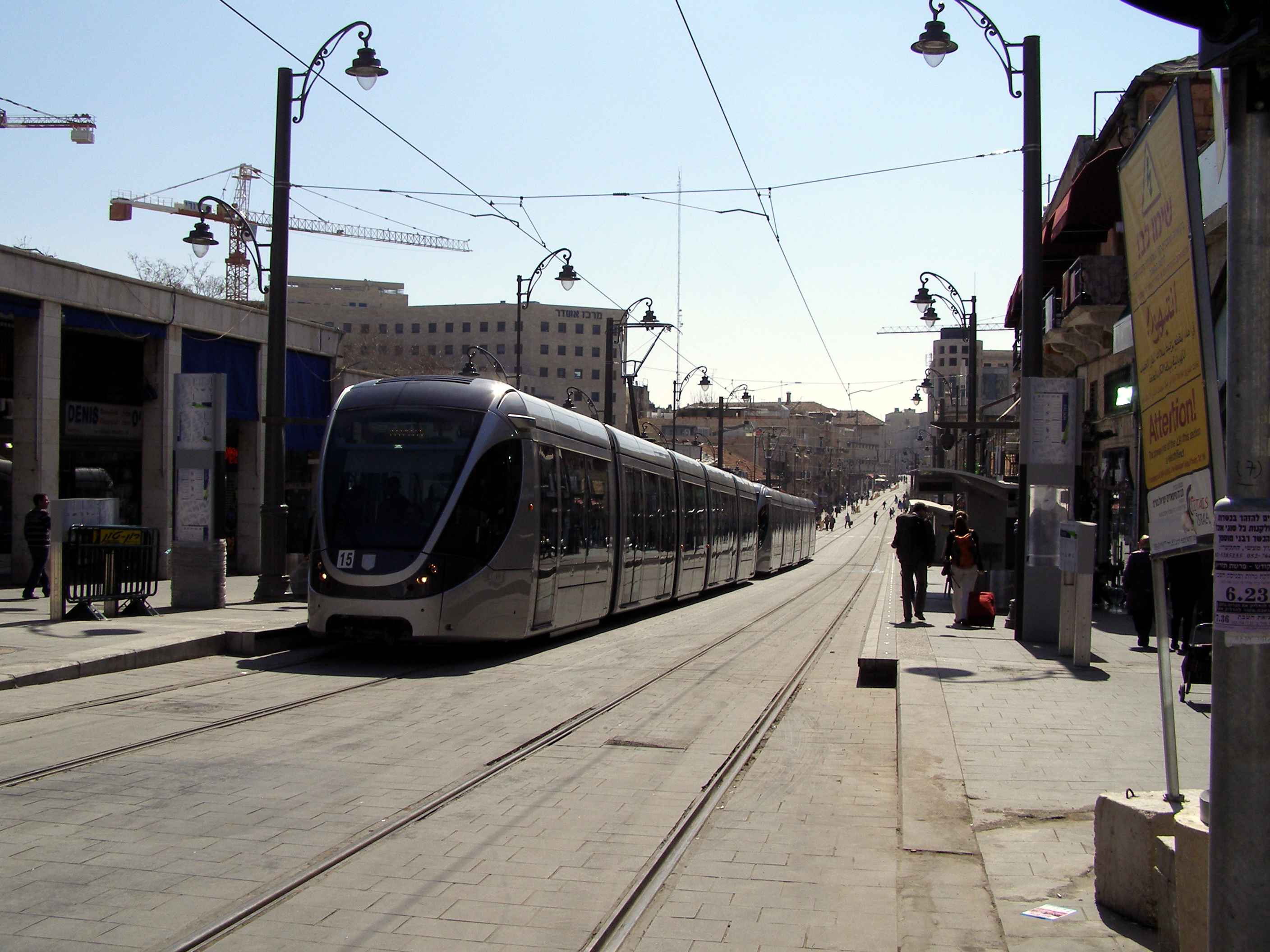
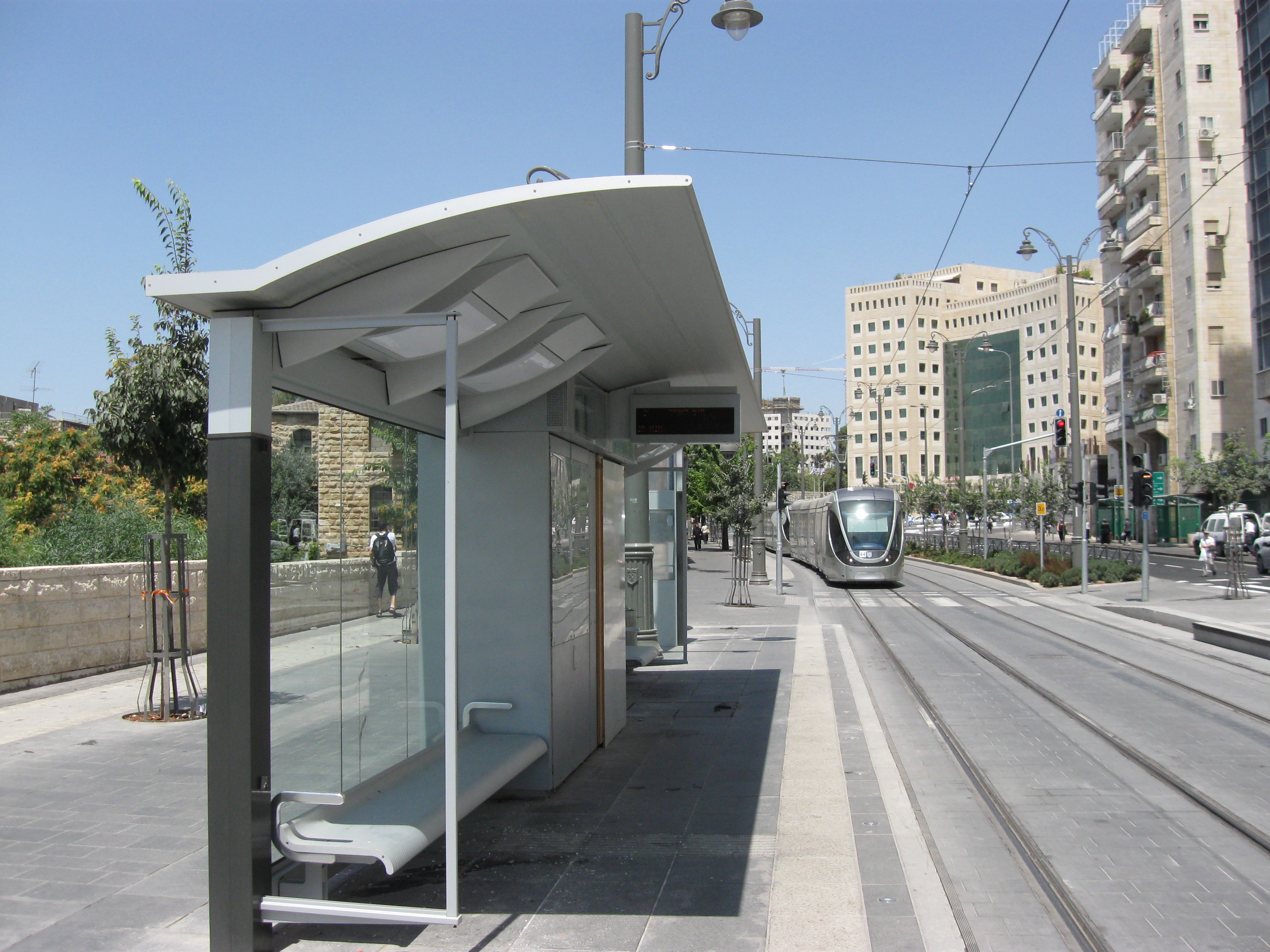
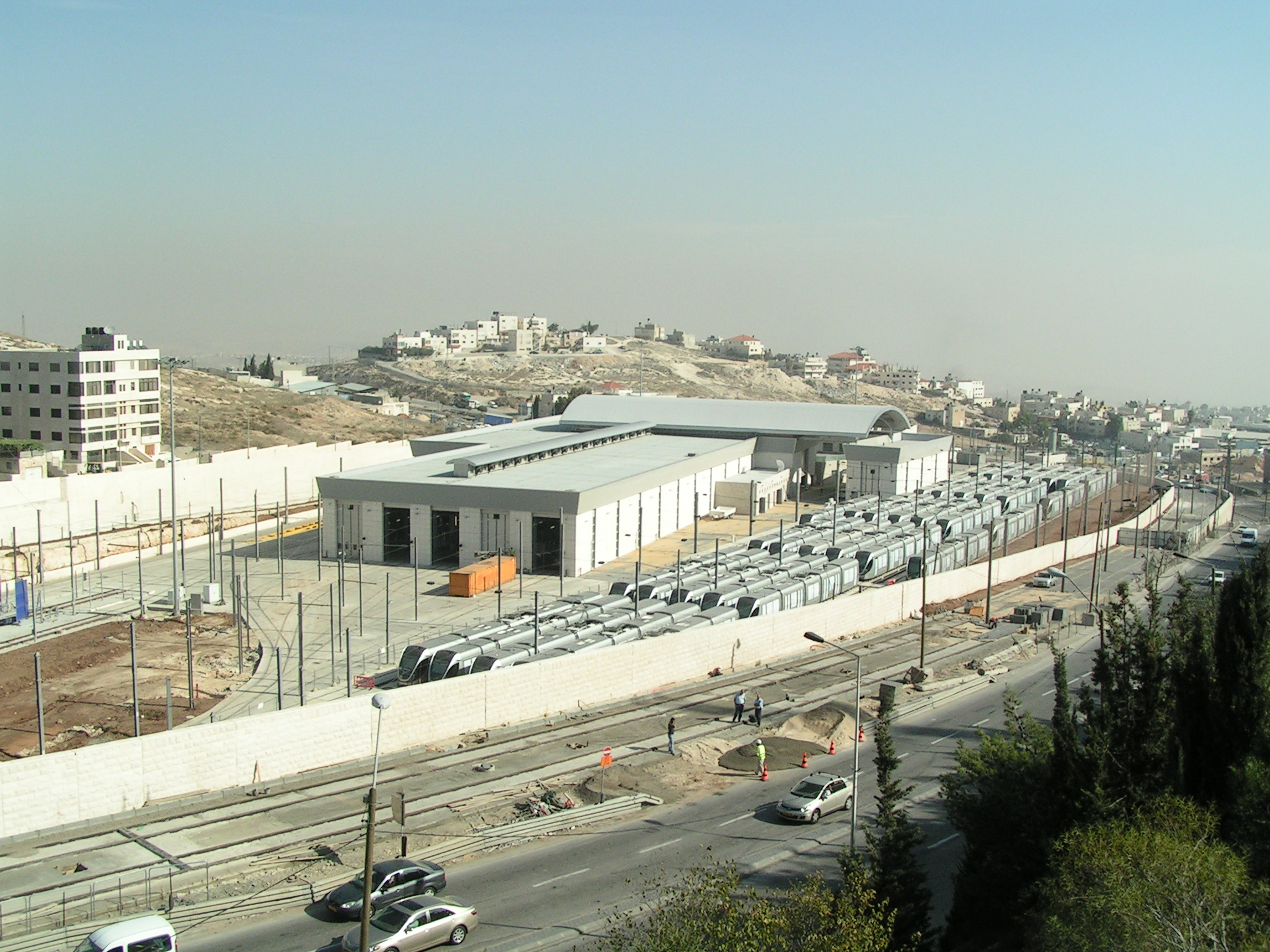
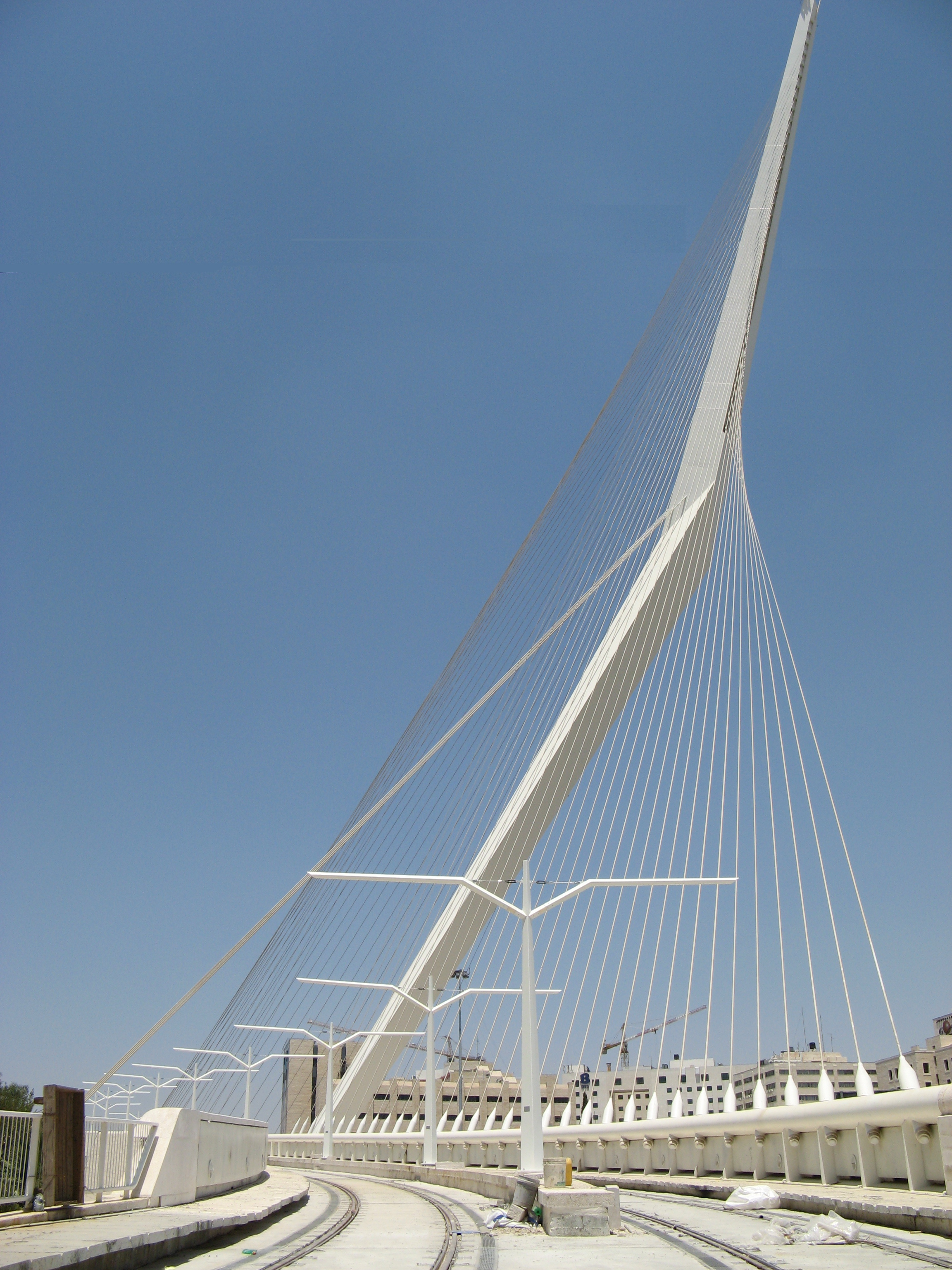
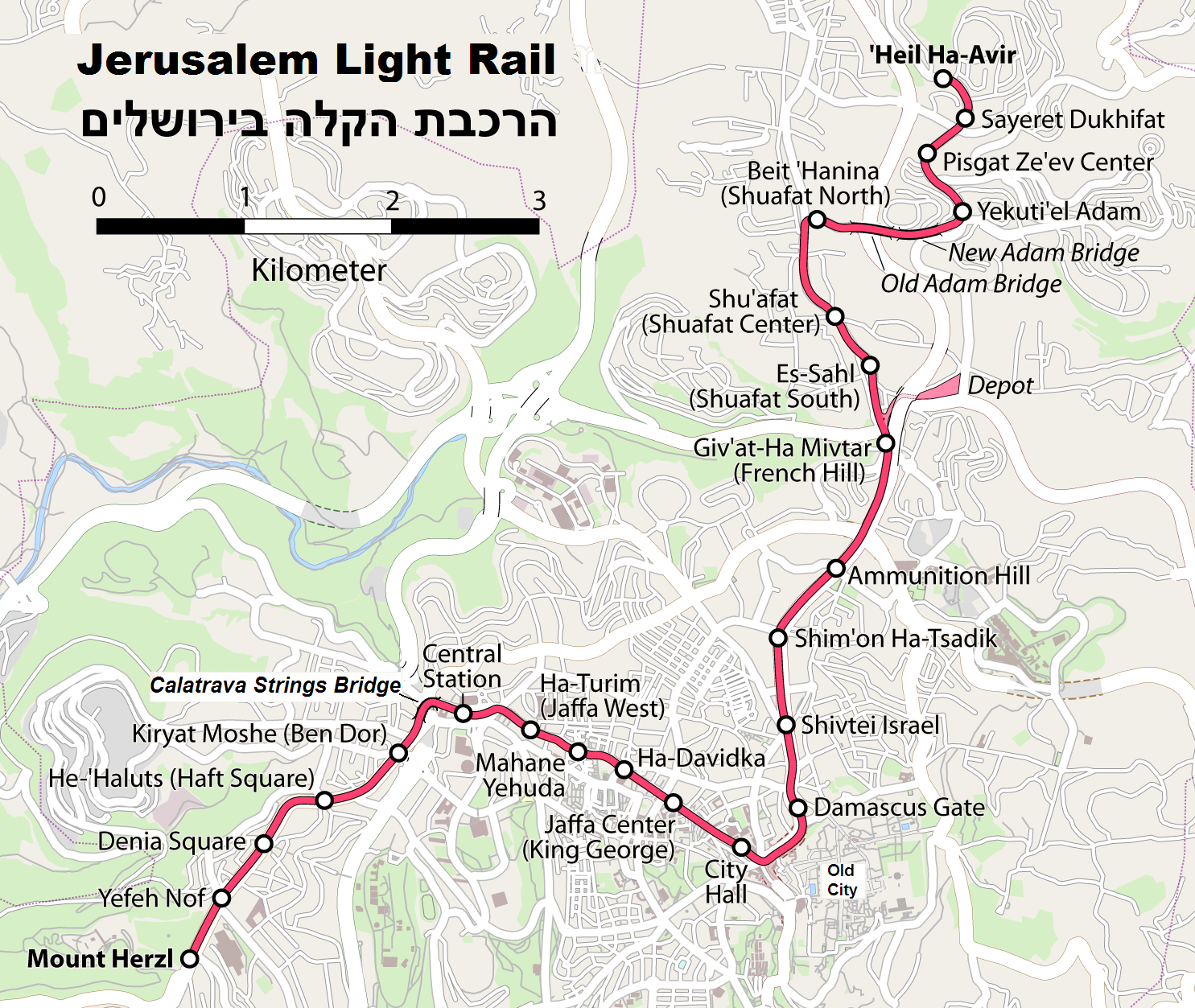